# デヤン・ズラチカニン
デヤン・ズラチカニン（Dejan Zlatičanin、男性、1984年4月24日 - ）はモンテネグロのプロボクサー。ポドゴリツァ出身。元WBC世界ライト級王者。モンテネグロのプロボクサー初の世界王者。
相手の攻撃を腕で防ぐブロッキングと小柄ながらも技巧を兼ね備えたフックとアッパーを多用する強打の選手。
より原音に近いカナ表記はデヤン・ズラティチャニンとなる。

## 来歴

### アマチュア時代
2003年7月、タイのバンコクで開催された2003年世界ボクシング選手権大会にライト級(60kg)で出場するが1回戦で敗退
。
2004年2月、ヨーロッパ選手権にライト級(60kg)で出場するが1回戦で敗退。
2006年7月、ヨーロッパ選手権にフェザー級(57kg)で出場するが準々決勝で敗退。

### プロ時代
2008年5月3日、ズラチカニンはプロデビューを果たし3回負傷判定勝ちを収め白星でデビューを飾った。
2011年2月25日、フェリックス・ローラとWBC地中海ライト級王座決定戦で対戦し12回判定勝ちを収め王座獲得に成功した。
2011年4月29日、地元ポドゴリツァのハラ・モラカでホアン・サン・ヌグイェンと対戦し5回2分6秒KO勝ちを収め初防衛に成功した。
2011年11月26日、ポドゴリツァのハラ・スポートヴァでゴドフレイ・ンジマンデとWBCインターナショナルライト級王座決定戦を行い、12回判定勝ちを収め王座獲得に成功した。
2013年4月13日、ピーター・ペトロフと対戦し、12回3-0（118-110、117-113、116-114）の判定勝ちを収めWBCインターナショナル王座の2度目の防衛に成功した。
2014年6月27日、グラスゴーのブラーヘッド・アリーナで元世界2階級制覇王者リッキー・バーンズとWBCインターナショナルライト級王座決定戦を行い、12回2-1（2者が115-113、113-115）の判定勝ちを収め王座獲得に成功した。
2015年6月13日、アラバマ州バーミングハムのバートウ・アリーナでデオンテイ・ワイルダーVSエリック・モリーナの前座でイヴァン・レドカッチと対戦し、4回1分24秒TKO勝ちを収め王座獲得に成功した。
2015年11月、WBCの年次総会でWBC世界ライト級王者ホルヘ・リナレスと指名試合を行うよう指令が出される。
2016年2月、4月頃の対戦を目標にリナレス側と交渉を進めていたが、トレーニング中にリナレスが右拳を骨折したため中止になった。
2016年6月11日、ニューヨーク州ヴェローナのターニング・ストーン・リゾート&カジノ内ターニング・ストーン・イベント・センターでルスラン・プロボドニコフVSジョン・モリーナ・ジュニアの前座でホルヘ・リナレスの休養王座認定に伴うWBC世界ライト級王座決定戦でWBC世界ライト級2位でWBC世界ライト級シルバー王者のエミリアノ・マルシーリと対戦する予定だったが病気療養で出場できなくなったため代わりにWBC世界ライト級5位で元南米ライト級王者のフランクリン・ママーニ（ボリビア）と対戦。どちらが勝っても母国初の世界王者になる試合だった。試合は初回からママーニをダウン寸前にして最後はダウンしかけた所をレフェリーがストップ。3回54秒TKO勝ちを収めママーニのボリビア初の世界王座戴冠を阻止するとともに、モンテネグロのボクサー初の王座獲得に成功した。
2017年1月28日、MGMグランド・ガーデン・アリーナでカール・フランプトンvsレオ・サンタ・クルス第2戦の前座で、元世界2階級制覇王者でWBC世界ライト級2位のミゲル・アンヘル・ガルシアと対戦し、プロ初黒星となる3回2分21秒KO負けを喫し初防衛に失敗、王座から陥落した。この試合でズラチカニンは32万ドル（約3600万円）、ガルシアは37万5千ドル（約4300万円）のファイトマネーを稼いだ。

## 獲得タイトル
- WBC地中海ライト級王座
- WBCインターナショナルライト級王座
- WBC世界ライト級王座（防衛0）